# Kiss on My List
Kiss on My List è un singolo del duo musicale statunitense Hall & Oates, pubblicato nel 1981 ed estratto dall'album Voices.

## Tracce
- 7"

1. Kiss on My List
2. Africa

## Cover
Una cover del brano è stata realizzata da gruppo statunitense The Bird and the Bee per Interpreting the Masters Volume 1: A Tribute to Daryl Hall and John Oates, album tributo a Hall & Oates uscito nel 2010.
Nel 2015, all'interno dell'album Just the Two of Us, il cantante canadese Matt Dusk e la cantante polacca Margaret, hanno inserito una loro versione del brano.
Ascoltando questo brano Eddie van Halen ha affermato di aver preso ispirazione per comporre il riff di sintetizzatore di Jump.

## Classifiche
| Classifica (1981) | Posizione raggiunta |
| ----------------- | ------------------- |
| Stati Uniti       | 1                   |